# Macroglossum convergens
Macroglossum convergens är en fjärilsart som beskrevs av Costantini 1916. Macroglossum convergens ingår i släktet Macroglossum och familjen svärmare. Inga underarter finns listade i Catalogue of Life.